# 주휴스턴 타이베이 경제문화판사처

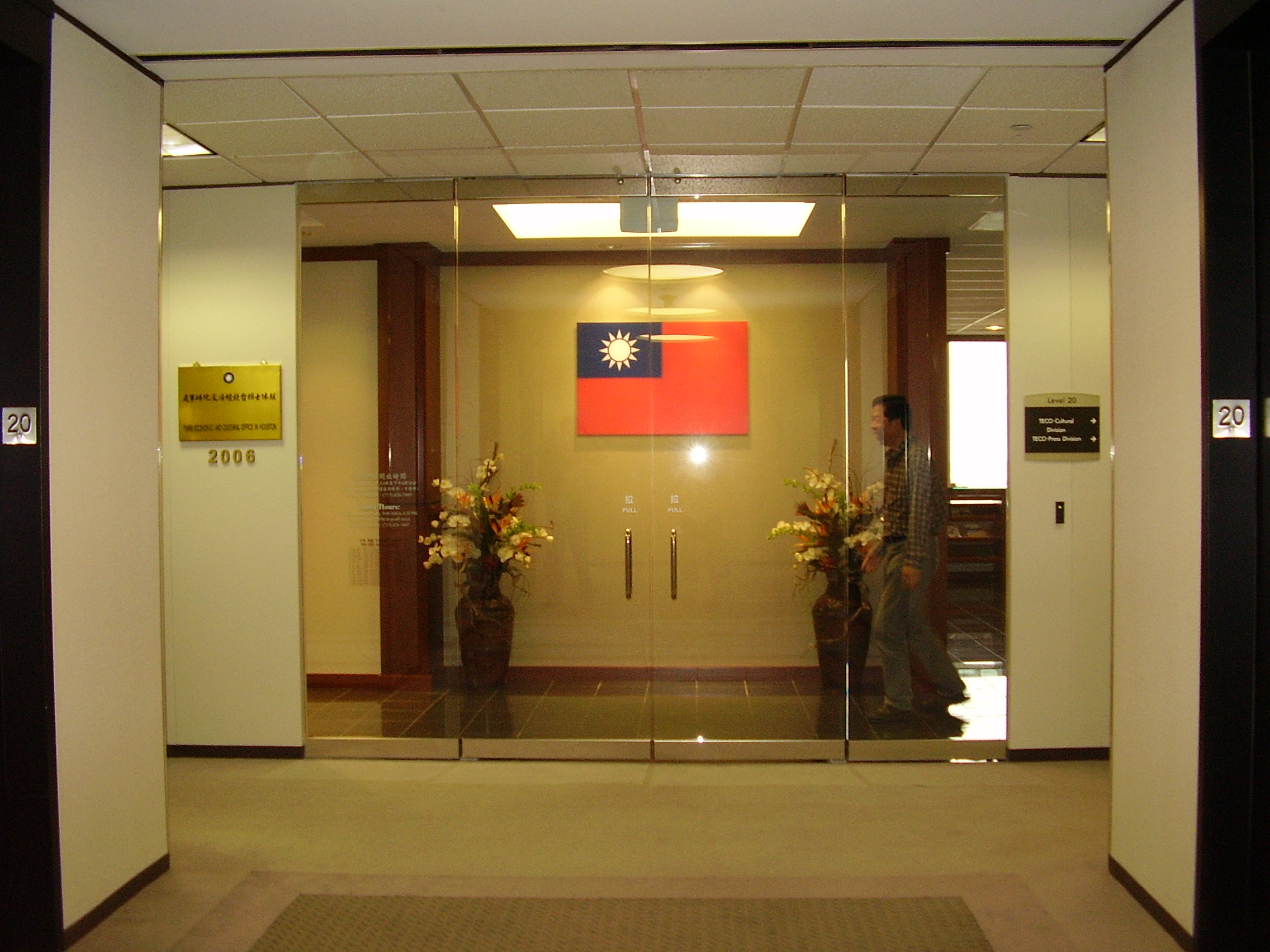
주휴스턴 타이베이 경제문화판사처

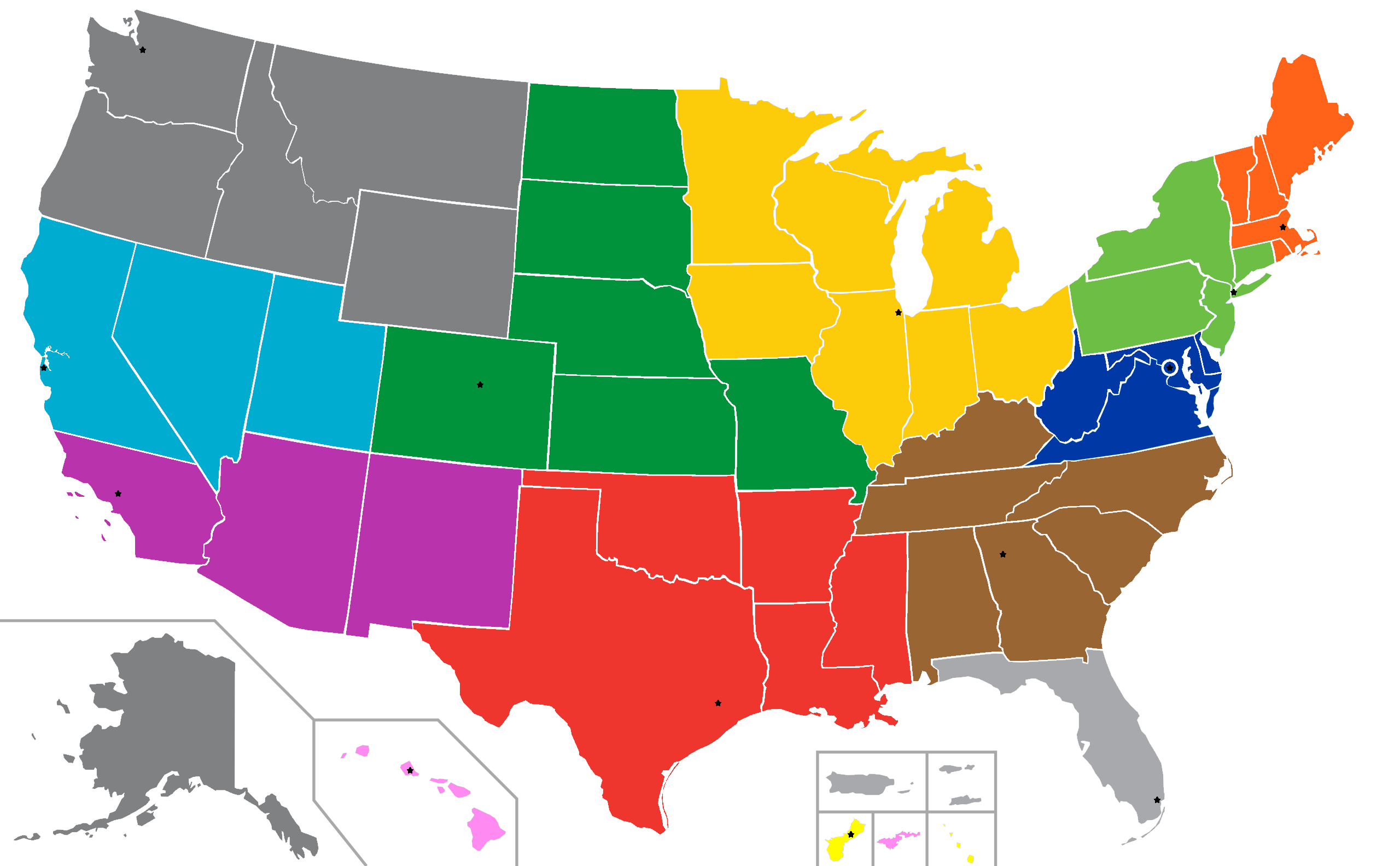
주휴스턴 타이베이 경제문화판사처 영사관할구역

주휴스턴 타이베이 경제문화판사처(駐休士頓臺北經濟文化辦事處, Taipei Economic and Cultural Office in Houston)는 중화민국 외교부 주미국 타이베이 경제문화대표처가 텍사스주 휴스턴에 설치한 총영사관급 사무소이다. 위치는 휴스턴 그린웨이 플라자 (Greenway Plaza) 20층에 있다. 영사관할구역은 미국 텍사스주, 오클라호마주, 아칸소주, 루이지애나주, 미시시피주이다.
총영사에 해당하는 처창을 역임한 양진톈(楊進添), 린융러(林永樂)가 중화민국 외교부장을 역임한 바가 있다.

## 같이 보기
- 중화민국 외교부
- 주미국 타이베이 경제문화대표처